# Epidendrum paniculatum
Epidendrum paniculatum es una especie de orquídea epífita del género Epidendrum. 

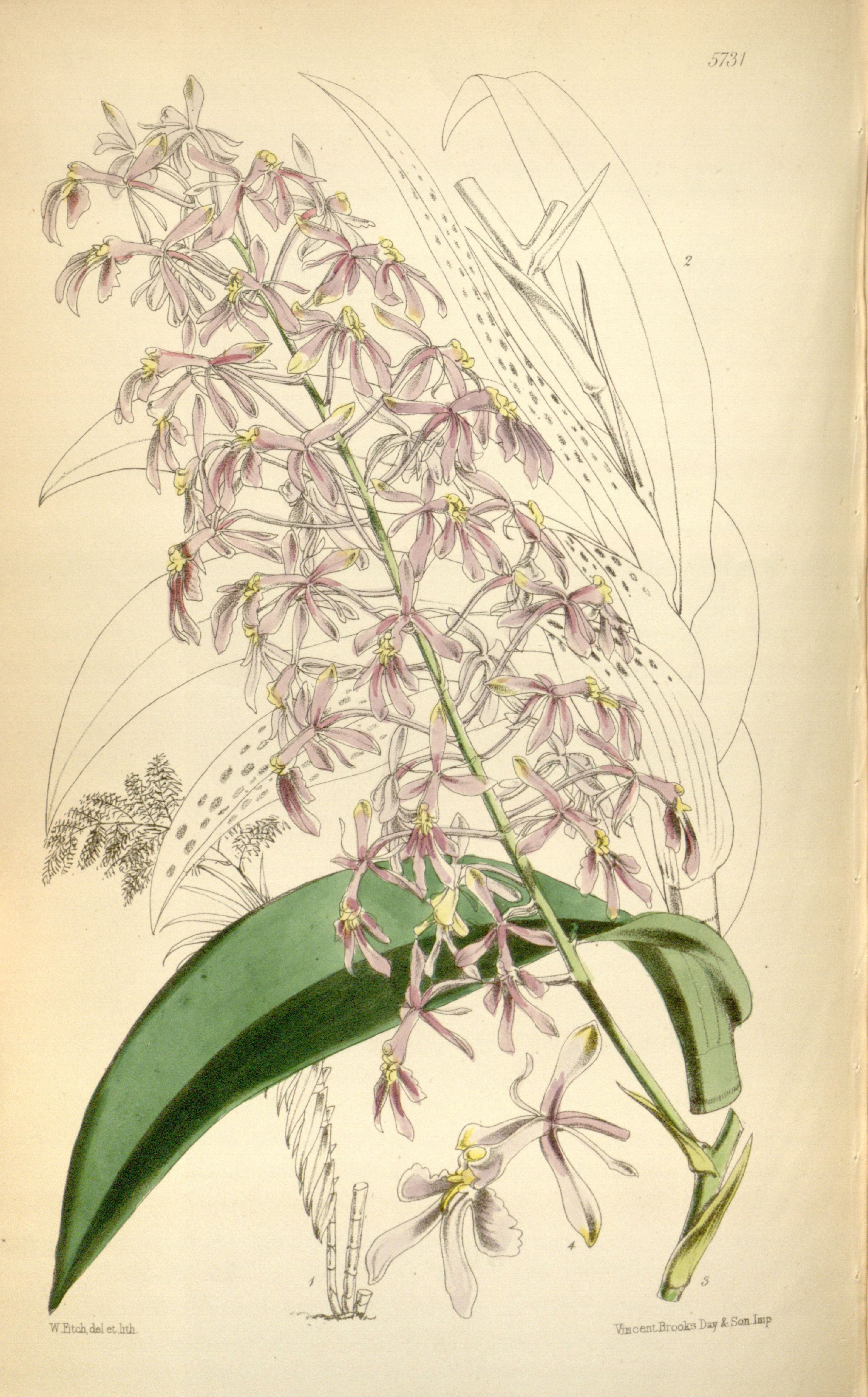
Ilustración

## Descripción
Es una orquídea de gran tamaño con hábitos epifitas con grupos de tallos, como cañas, cilíndricos, rectos y envueltos en vainas de color gris a marrón que llevan de 18 a 20 hojas, a lo largo del tallo, alternas, elocuentes, erguidas, a menudo teñida de líneas púrpura a rojizas longitudinales, elípticas, corto acuminadas, margen entero, púrpura, juntas las hojas basales. Florece a finales del verano hasta finales de invierno en una inflorescencia apical, paniculada con 3 a 8 racimos, que ocurren una sola vez, erectos a suberectos, comprimido lateralmente debajo, sueltos, de 24 a 29 cm de largo, incluyendo un largo pedúnculo de 4-7 cm, racimo terminal o panícula con brácteas lanceoladas, agudas en la base de cada rama con unos pocos a muchos flores fragantes de color variable que tienen una apertura sucesiva durante un largo período de tiempo.

## Distribución y hábitat
Se encuentra en América en los bosques tropicales húmedos en elevaciones de 1700 a 2800 metros. 

## Taxonomía
Epidendrum paniculatum fue descrita por Ruiz & Pav. y publicado en Systema Vegetabilium Florae Peruvianae et Chilensis 1: 243. 1798.
Citología
En 1984, el número de cromosomas diploide  de E. floribundum Kunth fue determinado como 2n = 40.
Etimología
Ver: Epidendrum
paniculatum: epíteto latino que significa "con panícula".
Sinonimia
- Epidendrum brachythyrsus Kraenzl.  (1911)
- Epidendrum cryptoglossum Pabst (1976
- Epidendrum falsiloquum Rchb.f.  (1885)
- Epidendrum fastigiatum Lindl. (1853) nom. illeg.
- Epidendrum floribundum Kunth  (1816)
- Epidendrum floribundum var. convexum Lindl. (1853)
- Epidendrum frons-bovis Kraenzl.  (1905)
- Epidendrum laeve Lindl.  (1844)
- Epidendrum ornatum Lem.  (1848)
- Epidendrum paniculatum var. cuspidatum Lindl.  (1853)
- Epidendrum paniculatum var. longicrure Lindl.  (1853)
- Epidendrum reflexum Ames & C. Schweinf.  (1925)
- Epidendrum syringiiflorum Rchb.f. & Warsz. (1854)[5][6]